# Еммануель-Луї Грюнер
Еммануель-Луї Грюнер (фр. Emmanuel-Louis Gruner; 11 травня 1809, Іттіген, Швейцарія — 26 березня 1883) — французький геолог і металург.
На його честь названо мінерал грюнерит.

## Біографія
Народився у невеличкому швейцарському місті Іттіген у кантоні Берн, у багатодітній родині, в якій було шестеро дітей. Луї був четвертою дитиною. Його батько був крамарем.
Два роки навчався у Женевському університеті, але покинув його у 1827 році. 1828 року перебрався до Парижа, де вступив у Політехнічну школу. З 1830 року навчався у Гірнічій школі Парижа.
Після подорожі по Німеччині і Європі, Грюнер 1834 року оселився у Сент-Етьєні, що був тоді одним з найважливіших центрів Франції з видобутку вугілля. Грюнер провів важливі геологорозвідувальні роботи покладів вугілля у департаменті Луара, результати яких висвітив згодом у своїй книжці «Геолого-мінералогічний опис департаменту Луара».
З 1835 до 1847 року викладав у Вищій гірничій школі Сен-Етьєну. З 1847 року працював інженером гірничого управління у Пуатьє. У департаменті Крез він провів дослідження, подібні до тих, що були ним зроблені у Луарі.
1852 року він повернувся у Сен-Етьєн, де був призначений на посаду директора гірничої школи. Він займав цю посаду до 1858 року.
1853 року він описав мінерал, що згодом був названий на його честь — грюнерит.
З 1858 до 1872 року він працював на кафедрі металургії Гірничої школи Парижа. Пізніше Грюнер обіймав різноманітні важливі посади до відставки у 1879 році.

## Геологічні дослідження
Грюнер провів геологорозвідувальні роботи покладів вугілля у департаментах Луара і Крез.

## Дослідження в металургії
Грюнер займався дослідженням процесів відновлення заліза у доменній печі. У 1872—1877 роках він опублікував результати розрахунків, в яких вперше розглянув питання про вплив прямого (за рахунок вуглецю коксу) і непрямого (за рахунок вуглецю газу СО) відновлення оксидів заліза у доменній печі на питому витрату коксу при виплавці чавуну. Ним були висловлені рекомендації стосовно зменшення питомої витрати коксу на виплавку чавуну. З огляду на те, що пряме відновлення відбувається з великою витратою тепла, а при відновленні газами поглинання тепла є невеликим або навіть відбувається виділення тепла, Грюнер дійшов висновку, що відновлення оксидів заліза у доменній печі має відбуватися, на скільки це можливо, тільки непрямим шляхом. Такий хід доменної печі, коли пряме відновлення повністю усунеться, і все залізо повністю відновлюватиметься тільки за допомогою оксиду вуглецю, Грюнер назвав «ідеальним», вважаючи, що при ньому вийде найнижча витрата палива, тобто піч працюватиме найекономічніше. Будучи автором ряду робіт, присвячених теорії доменного процесу, Грюнер мав серед металургів великий авторитет і популярність, тому висунуте ним положення про ідеальний хід доменної печі було сприйнято металургами без жодної критики і теорія Грюнера була довгий час загальновизнаною. Пройшло декілька десятиріч, доки була висловлена і доведена думка про помилковість цього принципу.
Грюнер був автором підручників з металургії, серед його розвідок є книжка «Сучасний стан металургії заліза у Англії» (1862).

## Твори
- Description géologique et minéralogique du département de la Loire. — Paris: Imprimerie impériale, 1857.
- Cours de métallurgie: première année: cuivre, plomb, or, mercure, antimoine, zinc. — Hédin, 1859.
- The Manufacture of Steel. — New-York: D. Van Nostrand. — 1872. Переклад англійською. Також — .
- Louis Emmanuel Gruner, M. Lan État présent de la métallurgie du fer en Angleterre.  — Paris: Dunod, 1862. Також —  [Архівовано 8 червня 2015 у Wayback Machine.].
- Louis Emmanuel Gruner, C. Roswag Chimie inorganique: Applications. (Première section.) IIe fascicule: Métallurgie.--A. Généralités.--4e cahier: Cuivre. — Dunod, 1884.
- Étude sur les bassins houillers de la Creuse. — Paris, 1868.
- Traité de métallurgie: Agents et appareils métallurgiques. Principes de la combustion. — Dunod, 1875.
- Traité de métallurgie: pt. 1. Procédés métallurgiques. Chauffage et fusion. Grillage, affinage et réduction. Texte. — Dunod, 1878.
- Études sur les hauts-fourneaux: suivies d'une notice sur les appareils à air chaud. — Dunod, 1873.